# Королевський (хутір)
Королевський (рос. Королевский) — хутір у Новоніколаєвському районі Волгоградської області Російської Федерації.
Населення становить 79 осіб. Входить до складу муніципального утворення Новоніколаєвське міське поселення.

## Історія
Хутір розташований у межах українського історичного та культурного регіону Жовтий Клин.
Згідно із законом від 22 грудня 2004 року N 975-ОД органом місцевого самоврядування є Новоніколаєвське міське поселення.

## Населення
| 2010 |
| ---- |
| 79   |